# Sofi Oksanen
Sofi Oksanen (født 7. januar 1977 i Jyväskylä) er finsk forfatter, født af en estisk mor og finsk far.
Hendes første roman i dansk oversættelse er Renselse (fi. Puhdistus) og blev i 2010 belønnet med Nordisk Råds Litteraturpris.
Hun debuterede i 2003 med Stalins køer (fi. Stalinin lehmät).

## Værker
- Renselse, 2010 (fi. Puhdistus, 2008)
- Baby Jane, 2012 (fi. Baby Jane, 2005)
- Stalins køer, 2013 (fi. Stalinin lehmät, 2003)
- Da duerne forsvandt, 2013 (fi. Kun kyyhkyset katosivat, 2012)
- Norma, 2016 (fi. Norma, 2015)